# Російська академія державної служби
Російська академія державної служби (з 1946 по 1991 Акаде́мія суспі́льних нау́к при ЦК КПРС, рос. Академия общественных наук при ЦК КПСС, скорочено АОН) — вища корпоративна радянська навчально-наукова установа Комуністичної партії Радянського Союзу, створена за постановою ЦК ВКП(б) від 2 серпня 1946 року з метою теоретичної підготовки працівників керівних партійних органів, вищих навчальних закладів, науково-дослідних інститутів.
Акаде́мія суспі́льних нау́к при ЦК КПРС була створена в Москві 2 серпня 1946 року.
Академію суспільних наук при ЦК КПРС в 1991 році було перетворено в Російську академію управління, що проіснувала з 1991 року по 1994 рік.
На базі Російської академії управління в 1994 році було створено Російську академію державної служби при Президенті РФ.
У 2010 році шляхом об'єднання Російської академії державної служби при Президенті Російської Федерації та Академії народного господарства створено Федеральну державну бюджетну установу вищої професійної освіти «Російська академія народного господарства і державної служби при Президенте Російської Федерації».
Прийом слухачів в Академію не був вільний (відкритий), він проводився тільки за персональним направленням керівних партійних органів.
Термін навчання в Академії — 3 роки.
Підготовка аспірантів провадилася за спеціальностями:
- філософія,
- політична економія,
- історія КПРС,
- історія радянського суспільства,
- історія міжнародного робітничого і комуністичного руху,
- теорія літератури і мистецтва.

Академії суспільних наук було надано право присуджувати вчені ступені кандидата і доктора з суспільних наук.